# Evan Spiegel
Evan Thomas Spiegel (Los Angeles (Californië), 4 juni 1990) is een  Amerikaanse zakenman. Samen met Bobby Murphy is hij de oprichter van het social media-bedrijf Snap Inc..

## Levensloop
Spiegels ouders waren beiden advocaat. Hij studeerde zelf aan de Stanford-universiteit. Samen met zijn medestudent Bobby Murphy ontwikkelde Spiegel software onder de naam Snapchat. Het bijzondere van de toepassing is dat de ontvangen media slechts tijdelijk zichtbaar zijn bij de ontvangers, dit gaat van één tot tien seconden. Daarna verdwijnen de bestanden van de servers van Snapchat. Kort voor zijn geplande afstuderen in 2012 verliet Spiegel Stanford, om zich volledig op Snapchat te kunnen richten.
Het bedrijf maakte een snelle groei door en kon rekenen op de belangstelling van investeerders en bedrijven. Spiegel sloeg in 2013 een overname van Facebook van 3 miljard dollar af. Het bedrijf van Mark Zuckerberg kwam vervolgens met een app Facebook Poke, die vrijwel identiek was aan Snapchat. Doordat dit aspect vooral in de media werd benadrukt groeide Snapchat nog harder, terwijl Facebook Poke juist uitdraaide op een mislukking.  Na vijf jaar tijd had Snapchat 160 miljoen gebruikers. Snapchat raakte in 2014 in opspraak toen hackers de gegevens van 4,6 miljoen gebruikers stalen.
Spiegels bedrijf maakte in maart 2017 de gang naar de beurs. Het bedrijf werd gewaardeerd op 28,3 miljard dollar. Spiegels belang was zo'n 5 miljard euro waard.

## Persoonlijk
De oprichter van Snapchat raakte in 2014 in opspraak doordat e-mails uitlekten die hij –  nog voor het Snapchat-tijdperk – naar dispuutgenoten stuurde (“Ik rol een joint voor degene die vanavond de meeste tieten te zien krijgt”).
Spiegel is getrouwd met het Australische model Miranda Kerr. Met haar heeft hij drie zoons. Eerder had hij een korte relatie met Taylor Swift.  In 2018 verkreeg hij de Franse nationaliteit dankzij een wet waarin bepaald is dat met die sterk hebben bijgedragen aan de Franse economie of cultuur aanspraak kunnen maken om het Franse burgerschap.